# Comuna Porumbacu de Jos, Sibiu
Porumbacu de Jos (în maghiară: Alsóporumbák, în germană: Unterbornbaci) este o comună în județul Sibiu, Transilvania, România, formată din satele Colun, Porumbacu de Jos (reședința), Porumbacu de Sus, Sărata și Scoreiu.

## Demografie
Componența etnică a comunei Porumbacu de Jos
     Români (75,87%)
     Romi (12,07%)
     Alte etnii (0,42%)
     Necunoscută (11,65%)
Componența confesională a comunei Porumbacu de Jos
     Ortodocși (84,14%)
     Alte religii (3,37%)
     Necunoscută (12,48%)
Conform recensământului efectuat în 2021, populația comunei Porumbacu de Jos se ridică la 2.876 de locuitori, în scădere față de recensământul anterior din 2011, când fuseseră înregistrați 3.061 de locuitori. Majoritatea locuitorilor sunt români (75,87%), cu o minoritate de romi (12,07%), iar pentru 11,65% nu se cunoaște apartenența etnică. Din punct de vedere confesional, majoritatea locuitorilor sunt ortodocși (84,14%), iar pentru 12,48% nu se cunoaște apartenența confesională.

## Politică și administrație
Comuna Porumbacu de Jos este administrată de un primar și un consiliu local compus din 13 consilieri. Primarul, Dorel-Ioan Martincu[*], de la Partidul Social Democrat, este în funcție din 1 noiembrie 2024. Începând cu alegerile locale din 2024, consiliul local are următoarea componență pe partide politice:
|  | Partid                          | Consilieri | Componența Consiliului | Componența Consiliului | Componența Consiliului | Componența Consiliului | Componența Consiliului |
|  | ------------------------------- | ---------- | ---------------------- | ---------------------- | ---------------------- | ---------------------- | ---------------------- |
|  | Partidul Național Liberal       | 5          |                        |                        |                        |                        |                        |
|  | Partidul Social Democrat        | 5          |                        |                        |                        |                        |                        |
|  | Alianța pentru Unirea Românilor | 2          |                        |                        |                        |                        |                        |
|  | Partidul Puterii Umaniste       | 1          |                        |                        |                        |                        |                        |

## Primarii comunei
- 1996[7] - 2000 - Morariu Gheorghe, de la PDAR
- 2000[8] - 2004 - Morariu Gheorghe, de la APR
- 2004[9] - 2008 - Strava Ioan, de la PSD
- 2008[10] - 2012 - Strava Ioan, de la PSD
- 2012[11] - 2016 - Strava Ioan, de la USL
- 2016[12] - 2020 - Strava Ioan, de la PSD

## Personalități născute aici
- Ioan Georgescu (1889 - 1968), preot greco-catolic, profesor universitar;
- Aurel Bărglăzan (1905 - 1960), inginer, profesor universitar la Universitatea Politehnica Timișoara, membru corespondent al Academiei Române.
- Iosif Stoichiță (1892 - ?), deputat în Marea Adunare Națională de la Alba Iulia 1918

## Atracții turistice
- Biserica Ortodoxă din satul Porumbacu de Jos
- Biserica Ortodoxă din satul Sărata, construcție secolul al XIX-lea, monument istoric
- Biserica Greco-Catolică din Porumbacu de Jos
- Monumentul Eroilor din Sărata
- Lacul Călțun
- Trasee montane în Munții Făgăraș

## Vezi și
- Biserica Nașterea Domnului din Sărata
- Avrig - Scorei - Făgăraș (arie de protecție specială avifaunistică inclusă în rețeaua europeană Natura 2000 în România).
- Piemontul Făgăraș (arie de protecție specială avifaunistică)
- Podișul Hârtibaciului (arie de protecție specială avifaunistică)
- Munții Făgăraș (sit de importanță comunitară)
- Hârtibaciu Sud - Vest (sit de importanță comunitară)

## Imagini

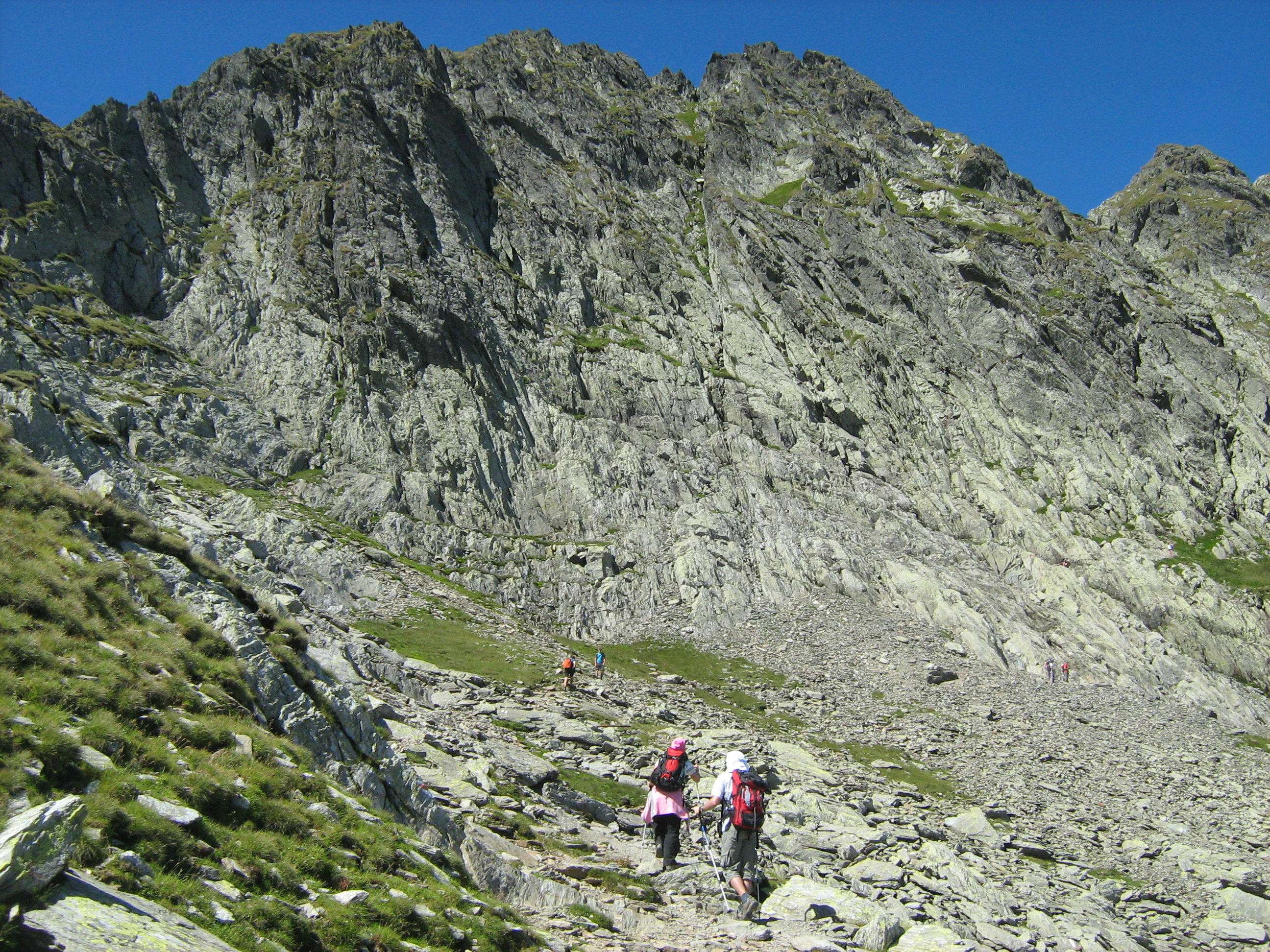
Abruptul de est al Negoiului
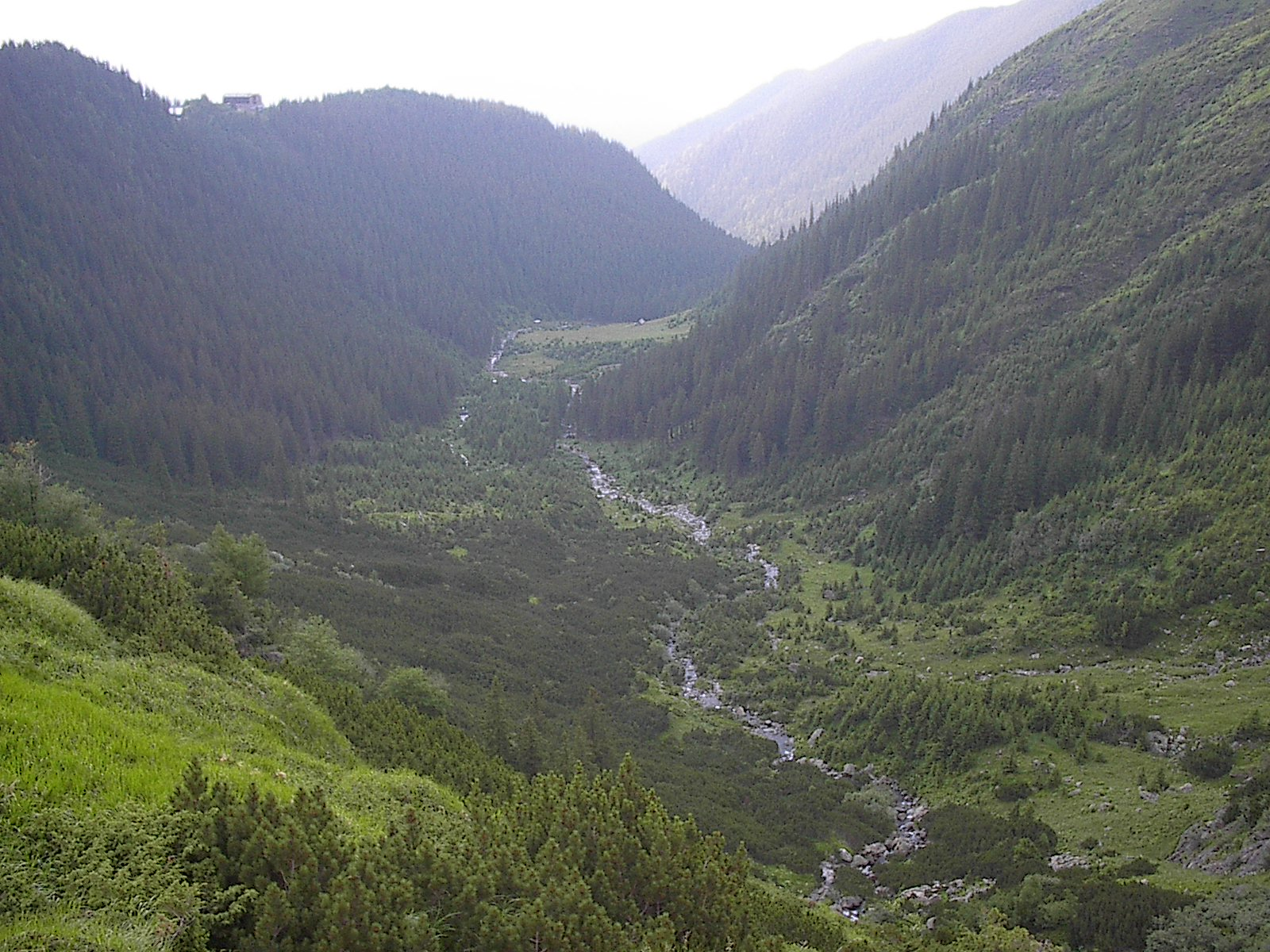
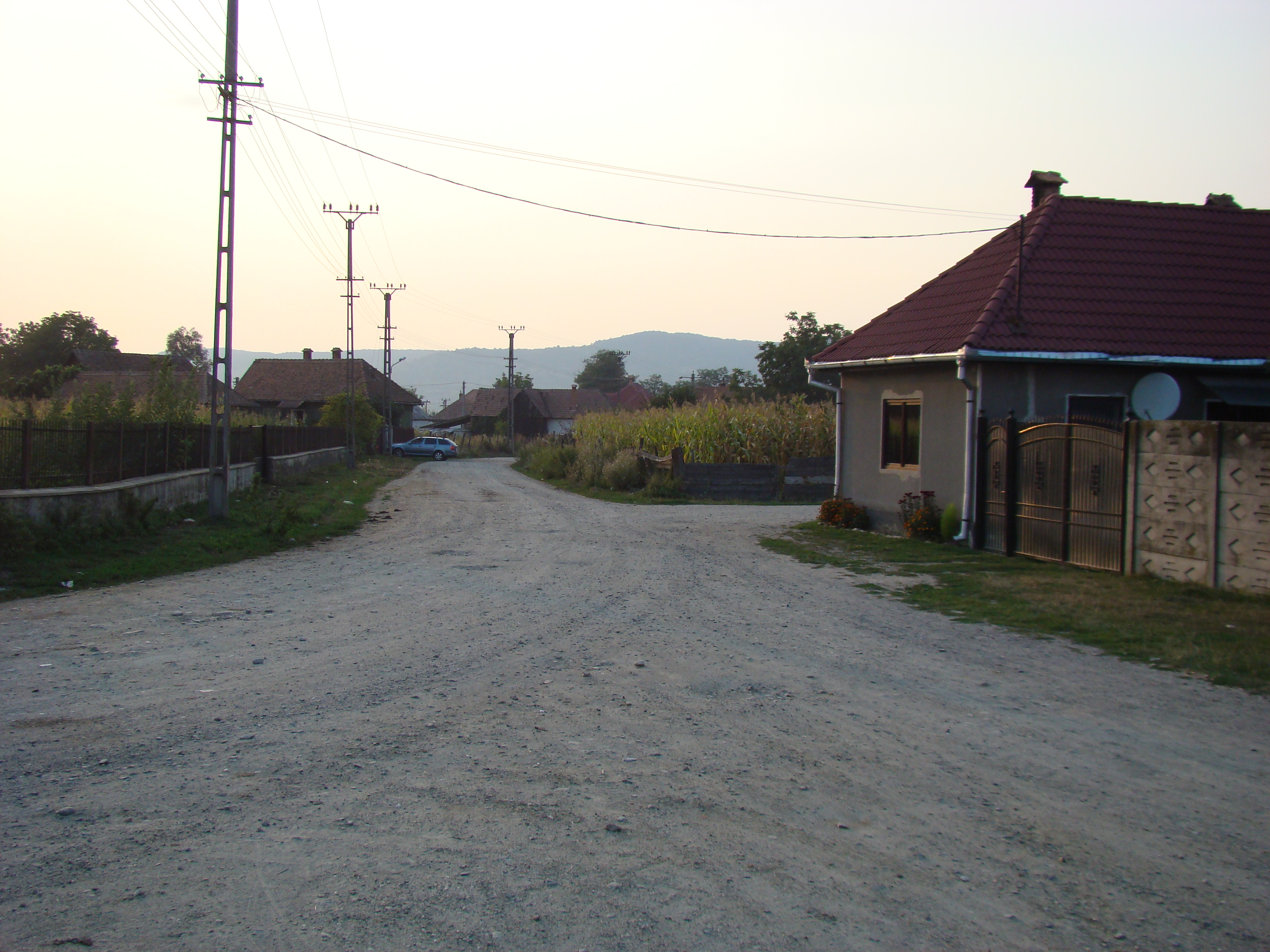
Porumbacu de Jos
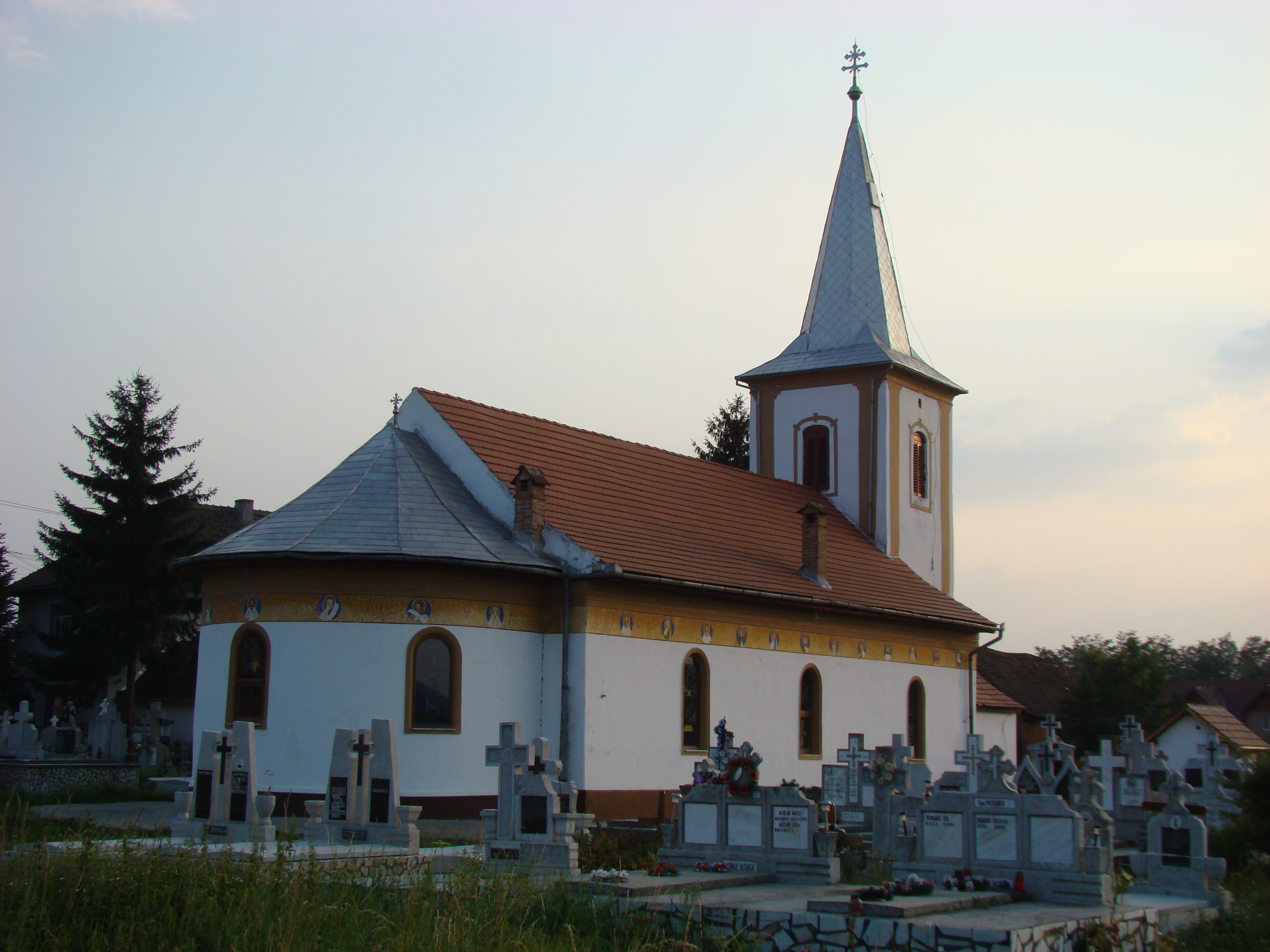
Biserica ortodoxă din Porumbacu de Jos
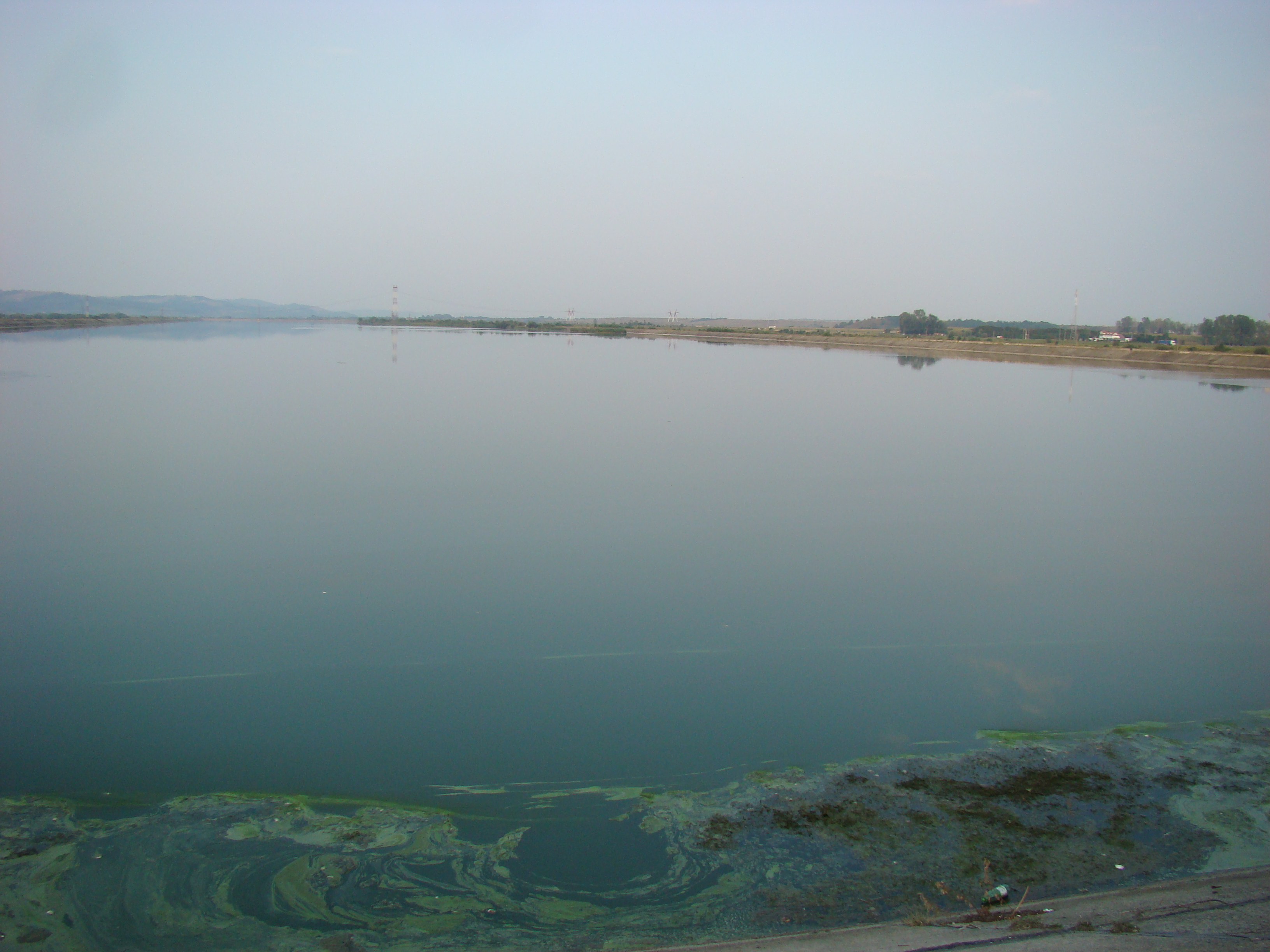
Oltul la Porumbacu de Jos
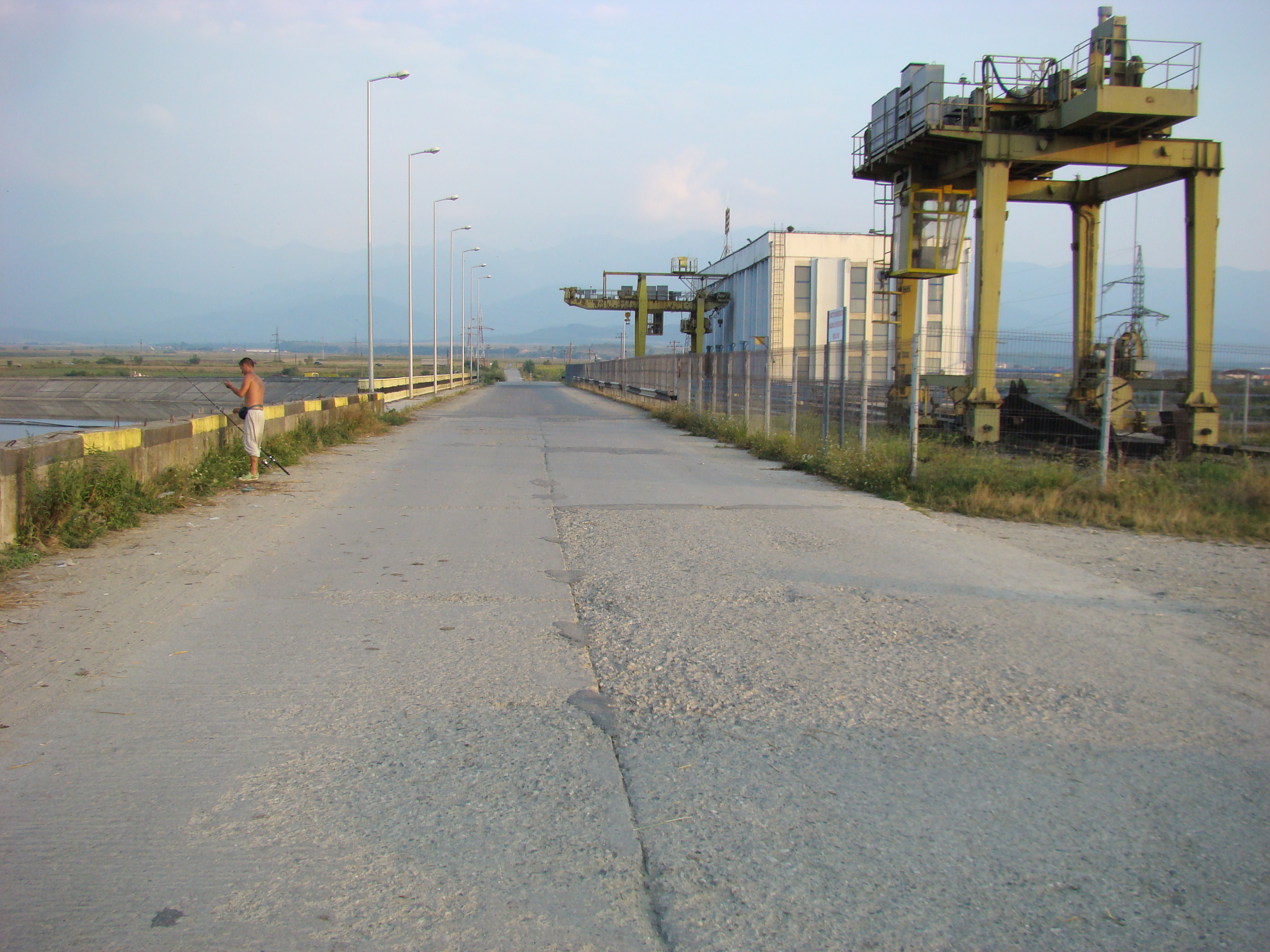
Șoseaua peste baraj
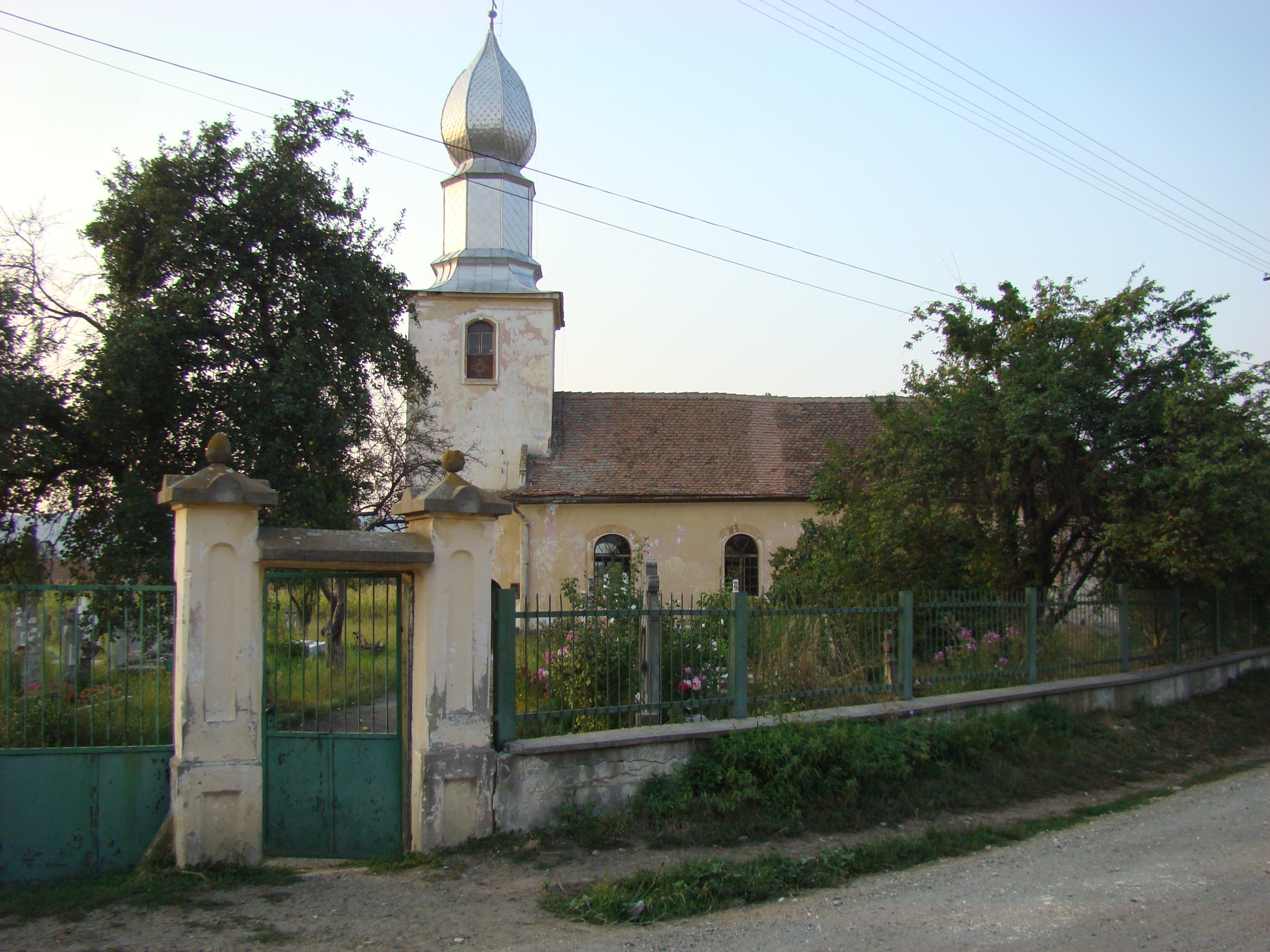
Biserica greco-catolică din Porumbacu de Jos
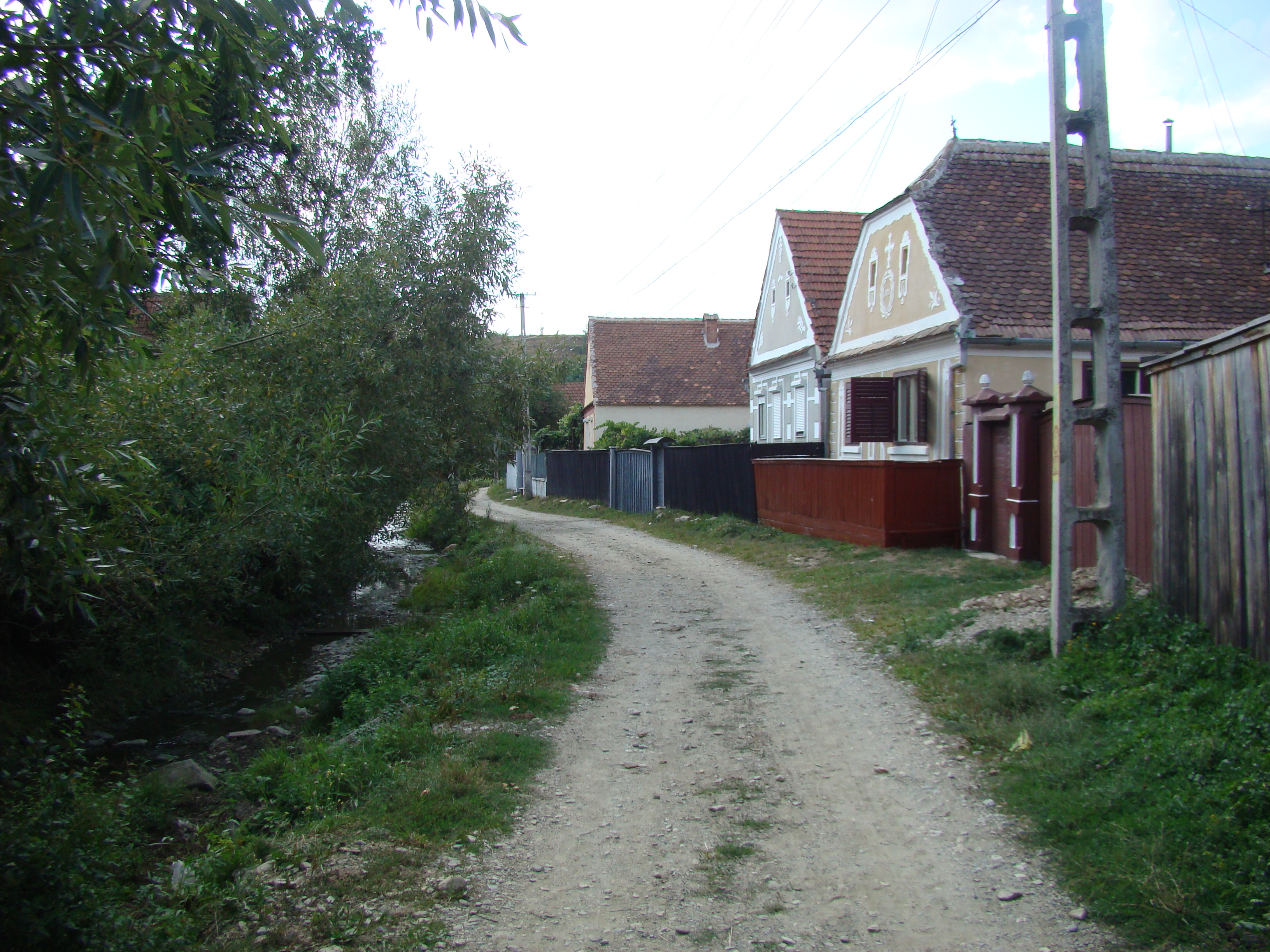
Sărata
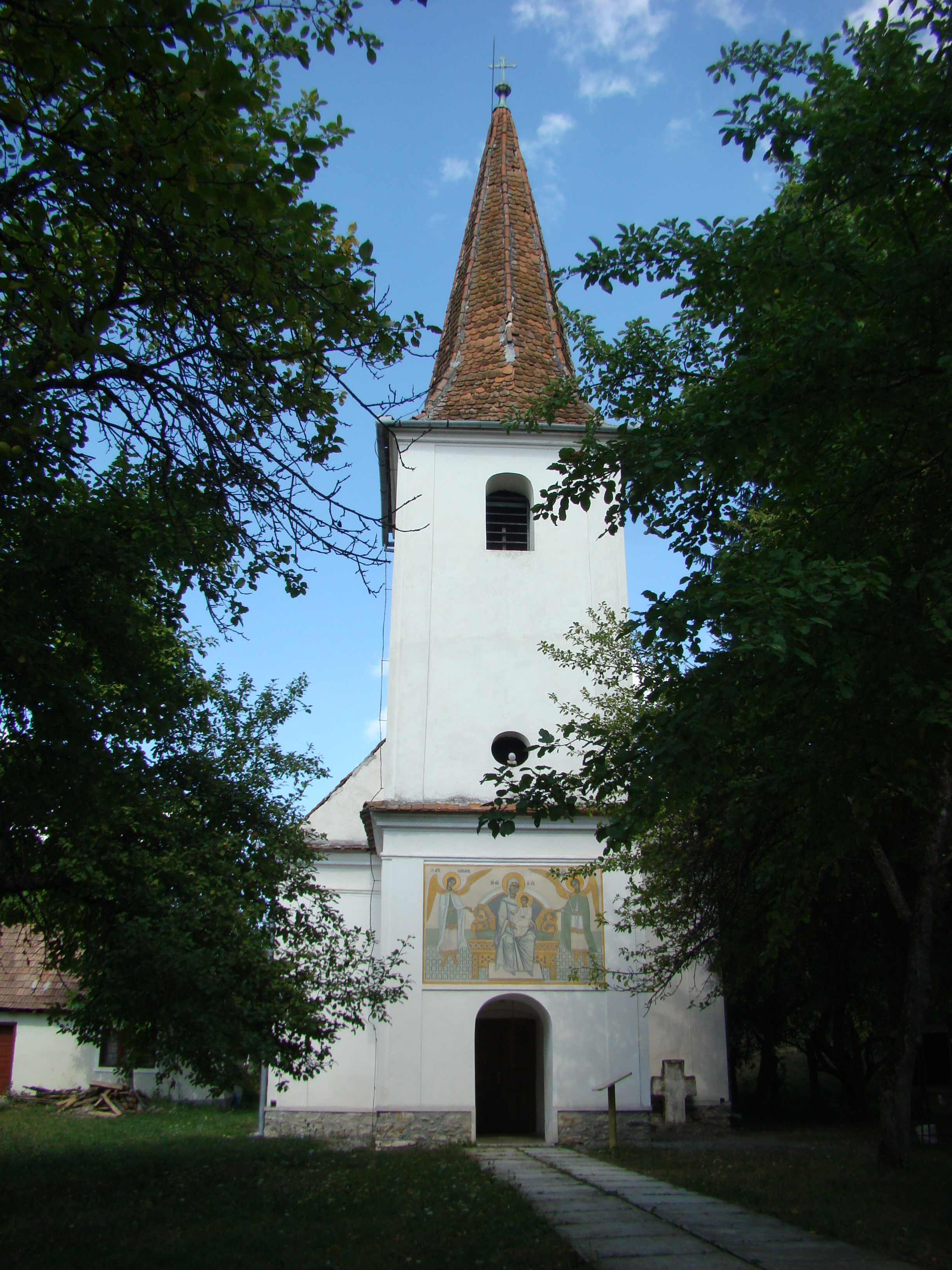
Biserica „Nașterea Domnului” din Sărata, monument istoric
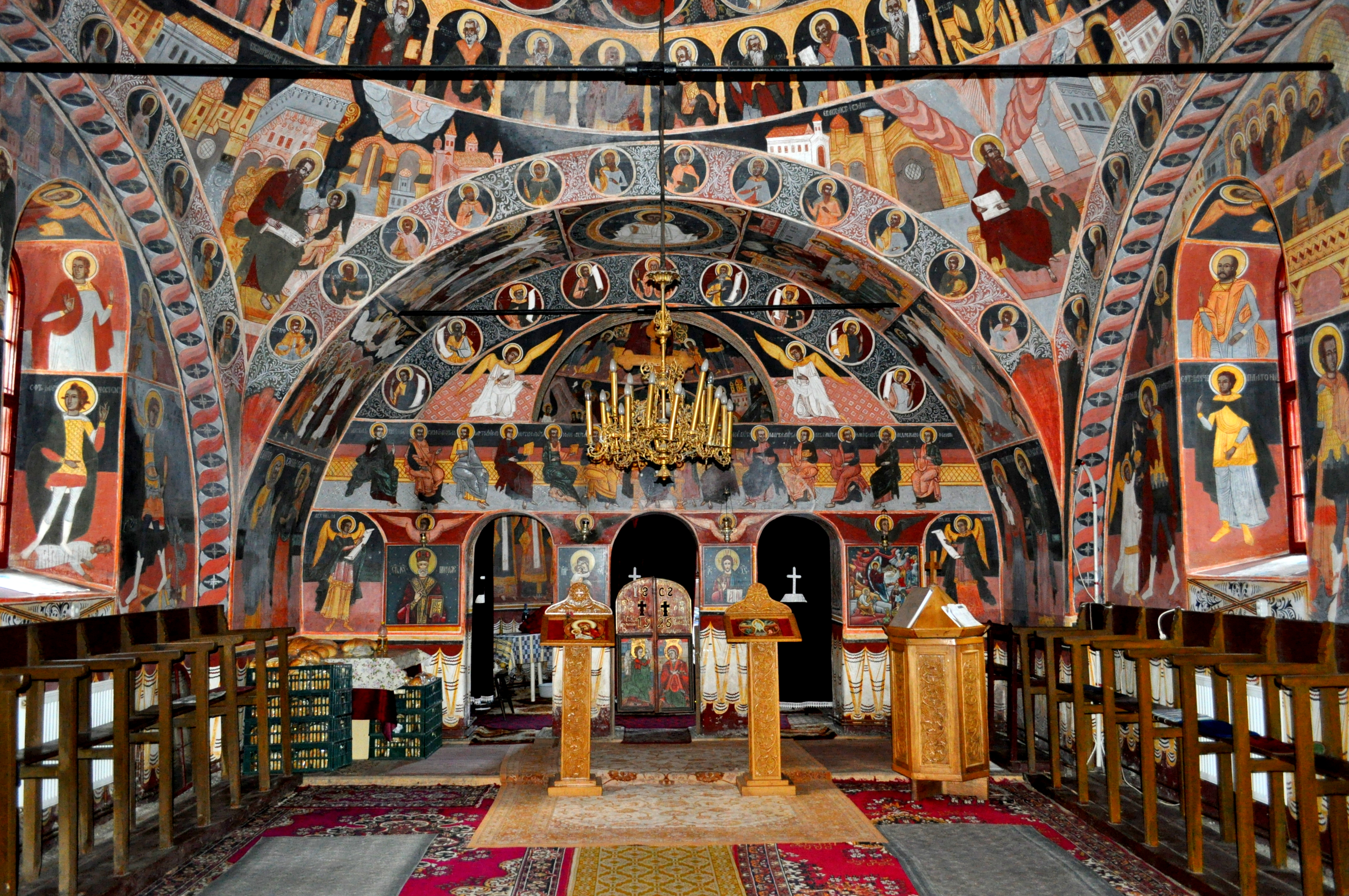
Biserica „Nașterea Domnului” din Sărata, pictura interioară realizată de frații Grecu
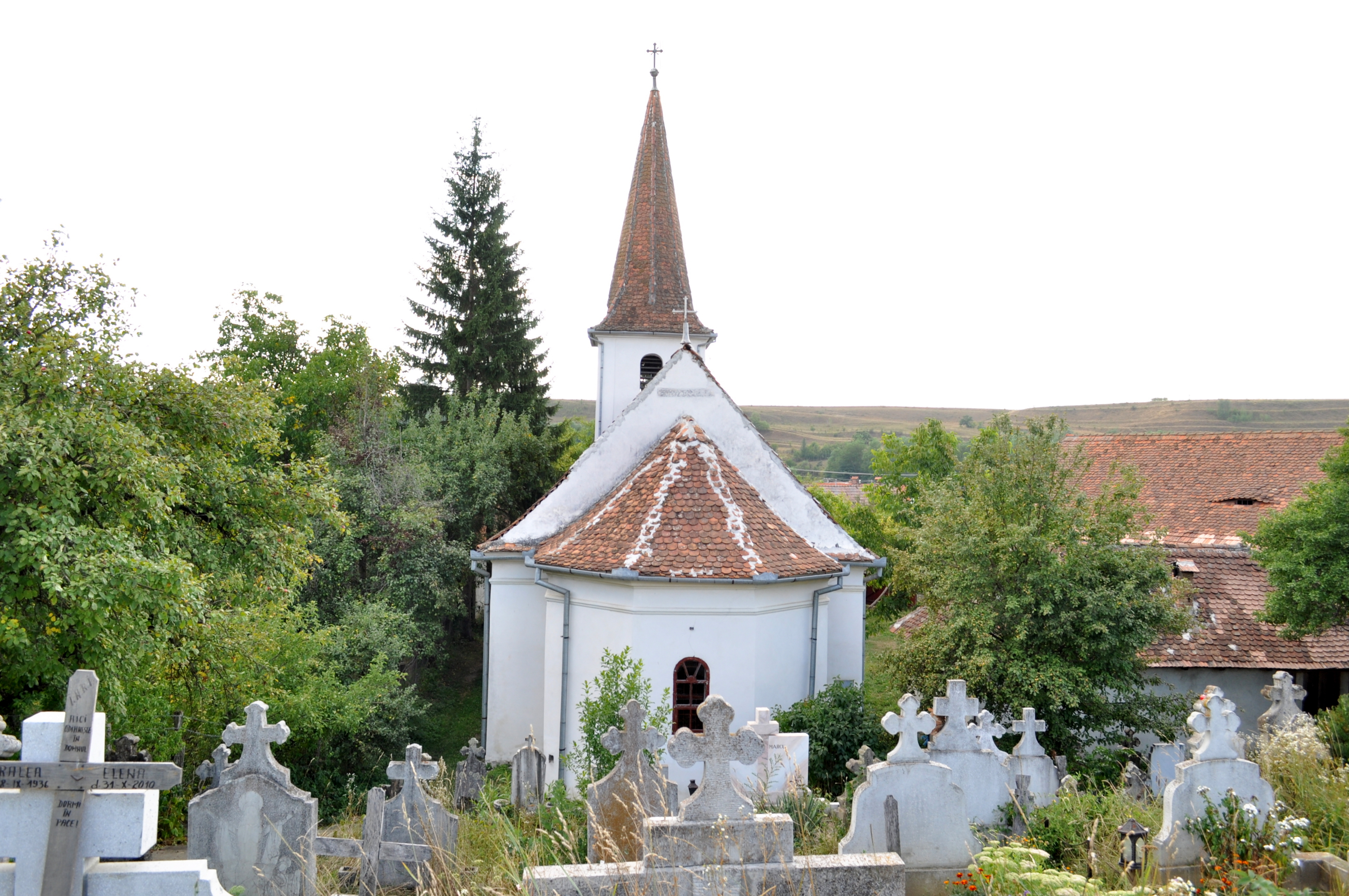
Biserica „Nașterea Domnului” din Sărata, monument istoric
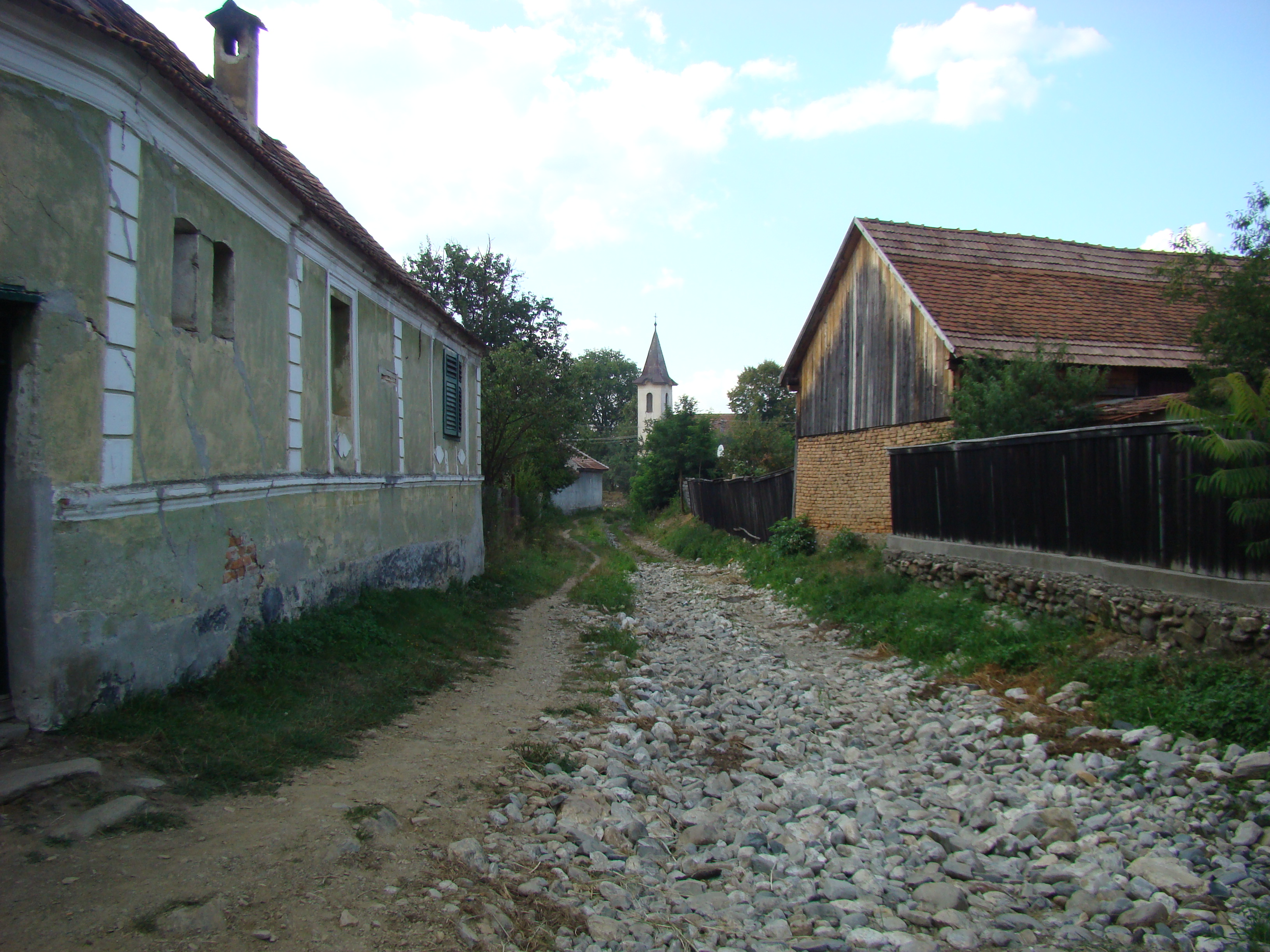
Sărata
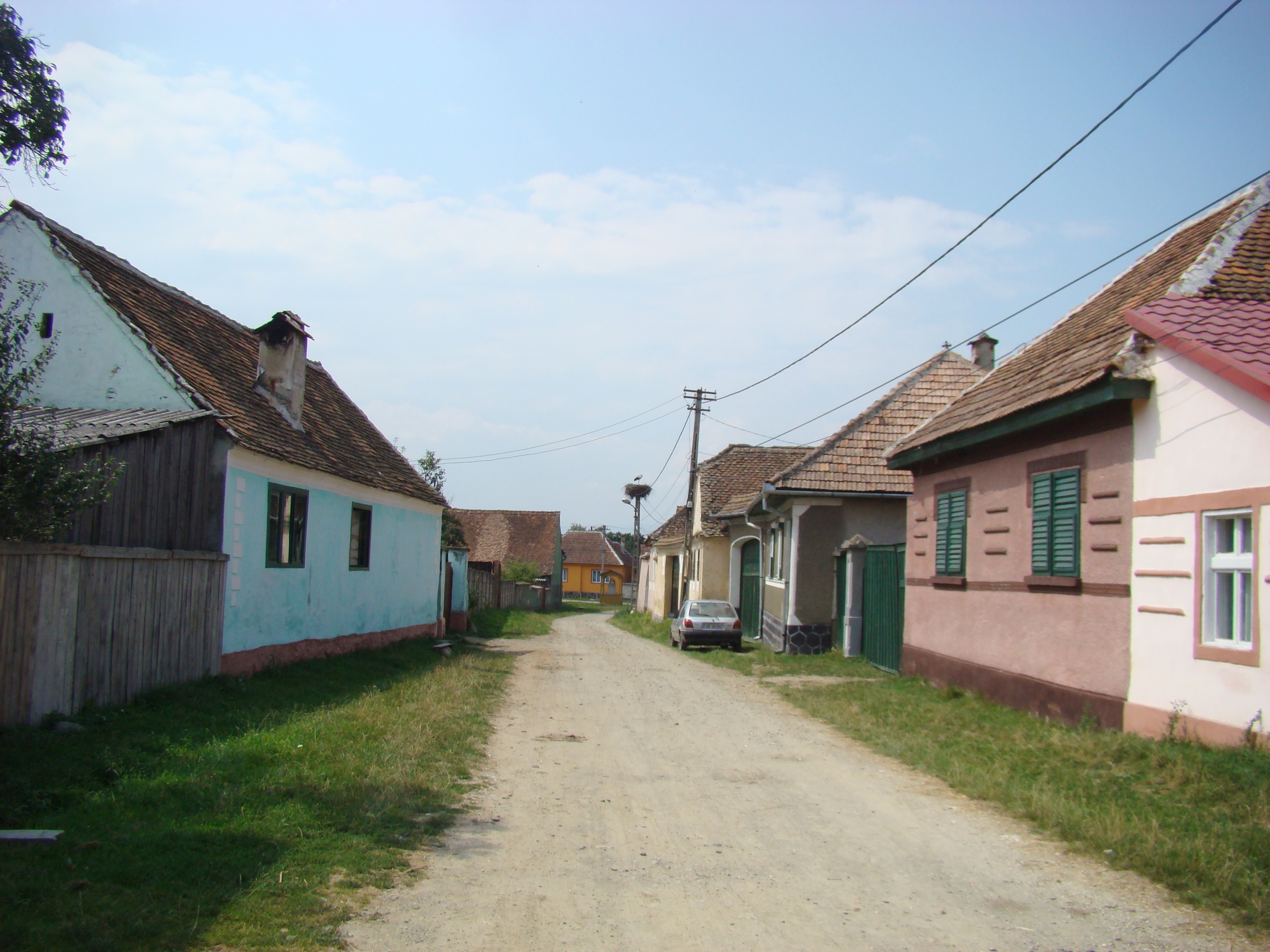
Porumbacu de Sus
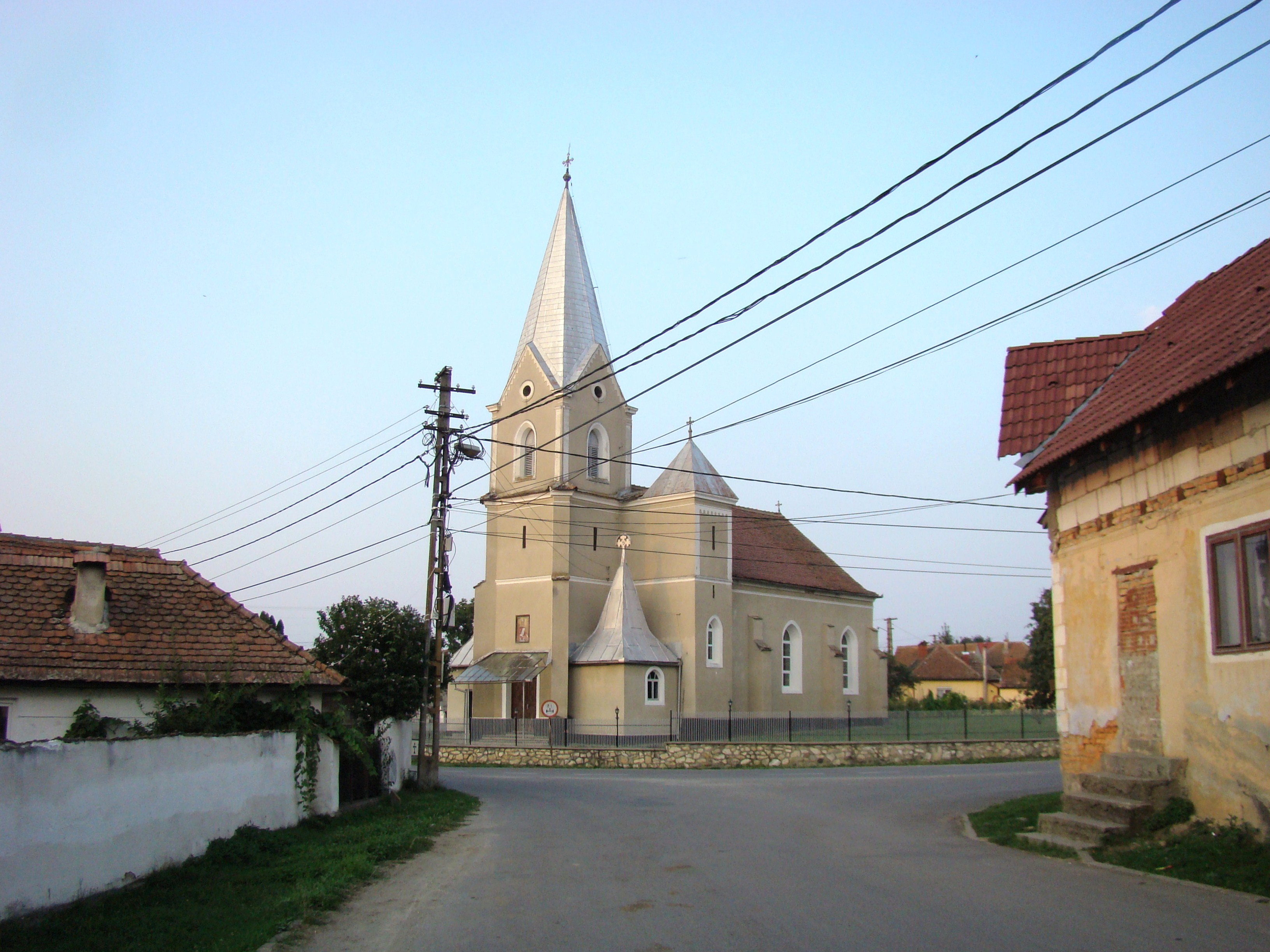
Biserica „Cuvioasa Paraschiva”
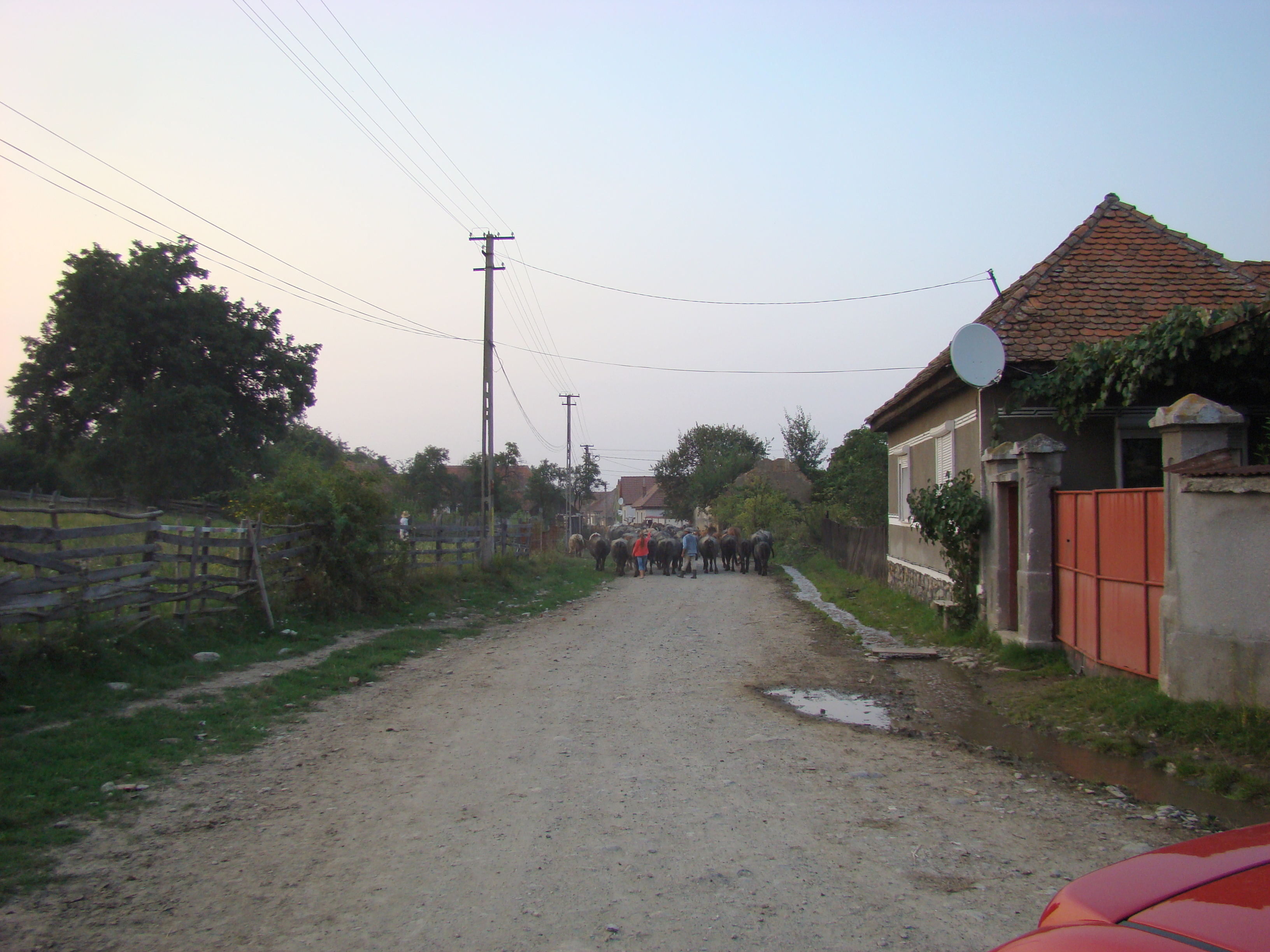
Porumbacu de Sus
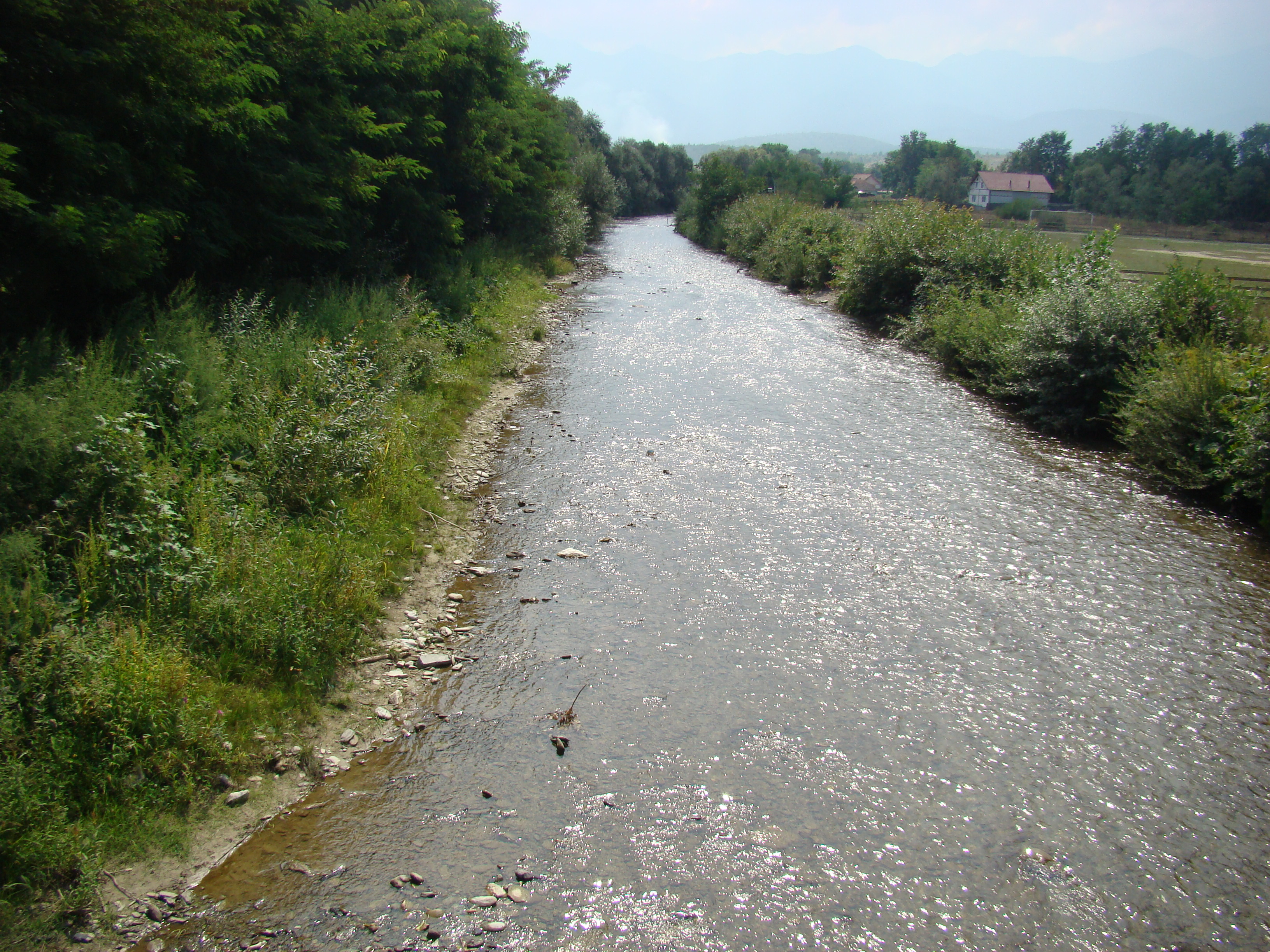
Râul Porumbacu
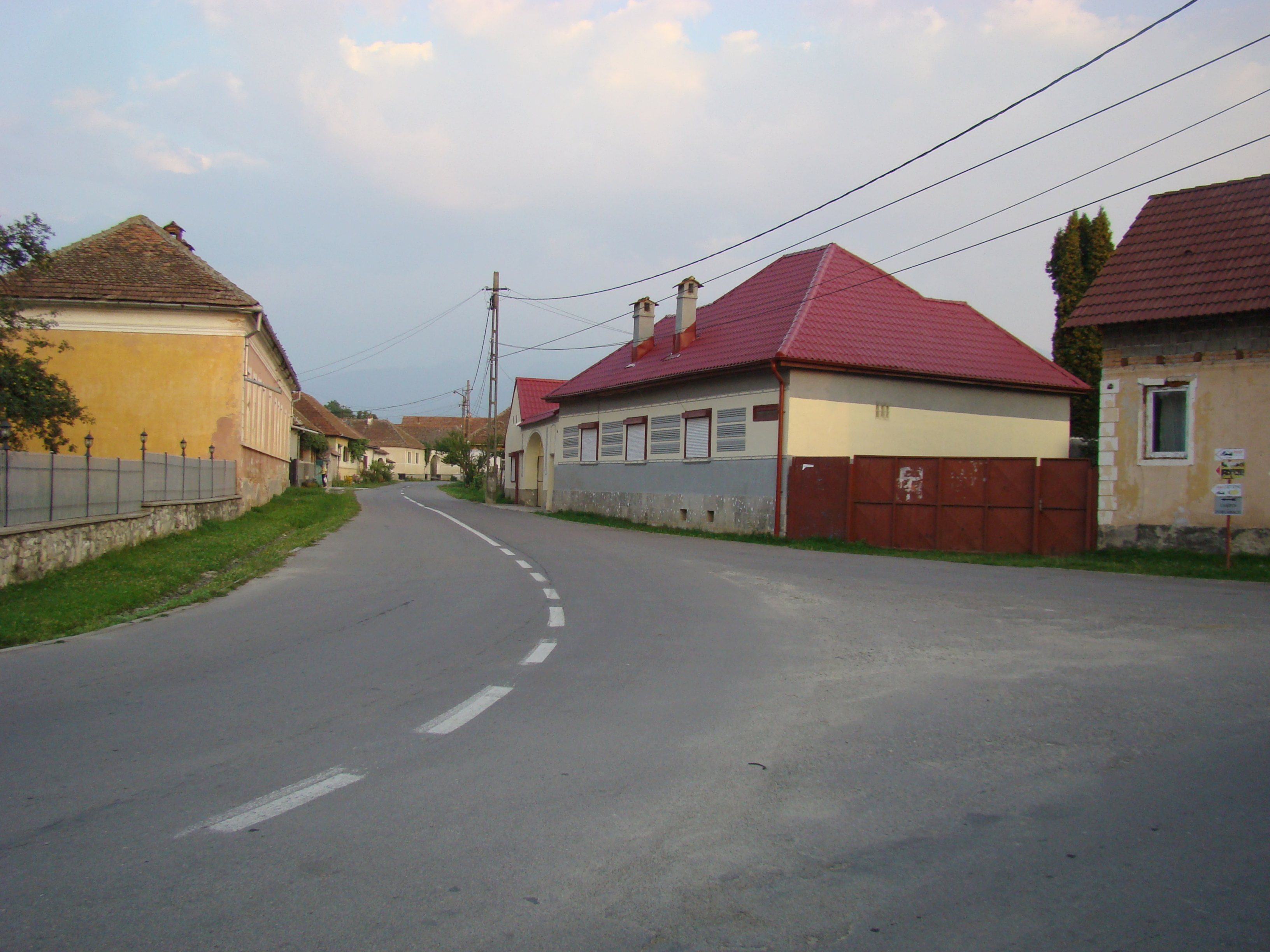
Porumbacu de Sus